# Funkcja Czebyszewa

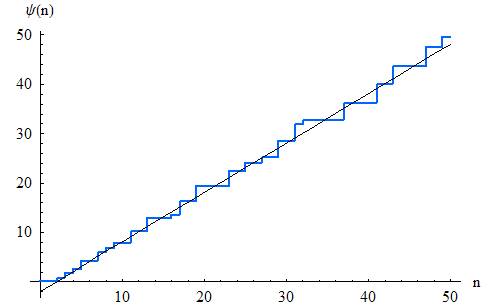
Wartości drugiej funkcji Czebyszewa dla (niebieska), dla porównania funkcja

Funkcje Czebyszewa są dwiema funkcjami wykorzystywanymi w teorii liczb. Swoją nazwę wzięły od nazwiska rosyjskiego matematyka, Pafnutija Czebyszewa.
Pierwsza funkcja Czebyszewa, oznaczana przez {\displaystyle \vartheta (x)} lub {\displaystyle \theta (x),} jest zdefiniowana jako
{\displaystyle \vartheta (x)=\sum _{p\leqslant x}\log p,}
dla dowolnej liczby rzeczywistej {\displaystyle x>0,} gdzie {\textstyle \sum _{p\leqslant x}} oznacza sumę po liczbach pierwszych mniejszych lub równych {\displaystyle x,} a {\displaystyle \log } jest logarytmem naturalnym.
Druga funkcja Czebyszewa, oznaczana przez {\displaystyle \psi (x),} jest zdefiniowana jako
{\displaystyle \psi (x)=\sum _{n\leqslant x}\Lambda (n)=\sum _{p^{k}\leqslant x}\log p=\sum _{p\leqslant x}\lfloor \log _{p}x\rfloor \log p,}
dla {\displaystyle x>0,} gdzie {\displaystyle \Lambda (n)} jest funkcją von Mangoldta.
Funkcje {\displaystyle \vartheta } i {\displaystyle \psi } (zwłaszcza {\displaystyle \psi }) są wykorzystywane szczególnie często w analitycznej teorii liczb, ze względu na dobre wzory opisujące ich zachowanie w relacji z funkcją zeta Riemanna.

## Relacje między funkcjamiπ,{\displaystyle \pi ,}ϑ{\displaystyle \vartheta }iψ{\displaystyle \psi }
Niech {\displaystyle \pi (x)} będzie funkcją liczącą liczby pierwsze. Korzystając z sumowania przez części Abela, możemy uzyskać
{\displaystyle \vartheta (x)=\pi (x)\log x-\int _{2}^{x}{\frac {\pi (t)}{t}}dt}
i równoważnie
{\displaystyle \pi (x)={\frac {\vartheta (x)}{\log x}}+\int _{2}^{x}{\frac {\vartheta (t)}{t(\log t)^{2}}}dt.}
Relacja między pierwszą a drugą funkcją Czebyszewa jest opisana przez
{\displaystyle \psi (x)=\sum _{n=1}^{\infty }\vartheta \left(x^{\frac {1}{n}}\right)=\sum _{n\leqslant \log _{2}x}\vartheta \left(x^{\frac {1}{n}}\right),}
przy czym druga równość zachodzi, ponieważ dla {\displaystyle n>\log _{2}x} zachodzi nierówność {\displaystyle x^{\frac {1}{n}}<2,} a tym samym {\displaystyle \vartheta \left(x^{\frac {1}{n}}\right)=0.}
Dodatkowo, korzystając z powyższej równości można wykazać dla {\displaystyle x>0} prawdziwość ograniczenia
{\displaystyle 0\leqslant {\frac {\psi (x)}{x}}-{\frac {\vartheta (x)}{x}}\leqslant {\frac {(\log x)^{2}}{2{\sqrt {x}}\log 2}}.}

### Twierdzenie o liczbach pierwszych
W swojej pierwotnej wersji, twierdzenie o liczbach pierwszych mówi, że
{\displaystyle \lim _{x\to \infty }{\frac {\pi (x)}{x\log x}}=1.}
Korzystając z funkcji Czebyszewa, możemy równoważnie zapisać treść jako
{\displaystyle \lim _{x\to \infty }{\frac {\vartheta (x)}{x}}=1}
lub
{\displaystyle \lim _{x\to \infty }{\frac {\psi (x)}{x}}=1.}

## Wzór Selberga
W 1948 r. Atle Selberg udowodnił zależność
{\displaystyle \vartheta (x)\log x+\sum _{p\leqslant x}\vartheta \left({\frac {x}{p}}\right)\log p=2x\log x+O(x),}
lub równoważnie
{\displaystyle \psi (x)\log x+\sum _{p\leqslant x}\psi \left({\frac {x}{p}}\right)\log p=2x\log x+O(x)}
lub
{\displaystyle \psi (x)\log x+\sum _{n\leqslant x}\psi \left({\frac {x}{n}}\right)\Lambda (n)=2x\log x+O(x).}
Wzór Selberga odegrał kluczową rolę w elementarnych, niezależnych od siebie dowodach twierdzenia o liczbach pierwszych Selberga i Erdösa.

## Związek z funkcją zeta Riemanna
W 1895 Hans von Mangoldt udowodnił, że
{\displaystyle \psi _{0}(x)=x-\sum _{\rho }{\frac {x^{\rho }}{\rho }}-{\frac {\zeta '(0)}{\zeta (0)}}-{\frac {1}{2}}\log \left(1-{\frac {1}{x^{2}}}\right),}
gdzie {\textstyle \sum _{\rho }} oznacza sumę po wszystkich zerach funkcji zeta na {\displaystyle 0<\Re (s)<1.} Funkcja {\displaystyle \psi _{0}} jest zdefiniowana jako
{\displaystyle \psi _{0}(x)={\frac {1}{2}}\left(\sum _{n\leqslant x}\Lambda (n)+\sum _{n<x}\Lambda (n)\right).}
Wiadomo, że szeregiem Taylora równym funkcji {\textstyle \log(1-x^{-2})} jest
{\displaystyle -\sum _{k=1}^{\infty }{\frac {x^{-2k}}{k}},}
dlatego {\textstyle \sum _{\rho }} trzeba rozumieć jako sumę po nietrywialnych miejscach zerowych funkcji zeta, a powyższy szereg – jako sumę po miejscach trywialnych {\displaystyle (-2,-4,-6,\dots ).}

## Funkcje Czebyszewa dla ciągów arytmetycznych
Na potrzebę zagadnień dot. liczb pierwszych w ciągach arytmetycznych (np. twierdzenia Dirichleta), definiuje się często funkcje pomocnicze. Niech dana będzie liczba całkowita {\displaystyle q>1} oraz względnie pierwsza z nią liczba całkowita {\displaystyle a.} Wówczas oznaczamy
{\displaystyle \vartheta (x;q,a)=\sum _{\begin{array}{c}p\leqslant x\\p\equiv a\;({\text{mod}}\;q)\end{array}}\log p}
oraz
{\displaystyle \psi (x;q,a)=\sum _{\begin{array}{c}n\leqslant x\\n\equiv a\;({\text{mod}}\;q)\end{array}}\Lambda (n).}